# Церква святого Василія Великого (Белеїв)
Це́рква Свято́го Васи́лія Вели́кого — культова споруда, пам'ятка архітектури місцевого значення, що не є постійно діючим дерев'яним храмом однойменної парафії УГКЦ у с. Белеїв Верховинського району Івано-Франківської області.

## Історія
Церква Святого Василія Великого зведена у 1864 році замість попередньої дерев'яної церкви Святого Василія, що існувала з 1759 року. Наприкінці ХІХ ст. була дочірньою до матірної церкви у Великій Тур'ї. Станом на 2015 рік регулярні богослужіння проводяться у новій мурованій церкві в центрі села. Стара церква — пам'ятка архітектури місцевого значення. Церква у користуванні громади УГКЦ.

## Архітектура
Тризрубна одноверха будівля споруджена на терасі схилу східної околиці села, на північ від нового цвинтаря. Має традиційну конструкцію — у центрі квадратова в плані нава, зі сходу до неї прилягає гранчастої форми вівтар, до якого з півночі прибудована прямокутна ризниця, а з заходу — вужчий прямокутний бабинець з великим ґанком на осі. Над входом до церкви є велике зображення, очевидно, св. Василія. Стіни церкви, крім прибудов, оточені піддашшям. Стіни під опасанням, а також ризниці й ґанку оббиті, ймовірно, фарбованим прескартоном, стіни над опасанням — шальовані вертикально дошками і лиштвами.
Наву завершує низький восьмерик з одним заломом, стіни якого оббиті бляхою, вкритий низьким наметовим верхом, який вінчають ліхтар з маківкою. Маленькі грушасті маківки посаджені на краях гребенів дахів бабинця і вівтаря. На південь від церкви розташована дерев'яна двоярусна дзвіниця, вкрита пірамідальним верхом. На старому цвинтарі біля церкви збереглося старе дерев'яне частково понищене розп'яття на хресті.